# Jelka
Jelka est un village de Slovaquie situé dans la région de Trnava.

## Histoire
Première mention écrite du village en 1792.
La localité fut annexée par la Hongrie après le premier arbitrage de Vienne le 2 novembre 1938. En 1938, on comptait 2 986 habitants dont 201 juifs. Elle faisait partie du district de Galanta, en hongrois Galántai járás. Le nom de la localité avant la Seconde Guerre mondiale était Jelka/Jóka. Durant la période 1938-1945, le nom hongrois Jóka était d'usage. À la libération, la commune a été réintégrée dans la Tchécoslovaquie reconstituée.
Le hameau de Nová Jelka était une commune autonome en 1938. Il comptait 526 habitants en 1938 dont 9 juifs. Il faisait partie du district de Galanta, en hongrois Galántai járás. Le nom de la localité avant la Seconde Guerre mondiale était Nová Jelka/Újhely-Jóka. Durant la période 1938-1945, le nom hongrois Újhelyjóka était d'usage.

## Démographie

### Évolution de la population
| Année:               | 1994. | 2004.   | 2014.   | 2024.   |
| -------------------- | ----- | ------- | ------- | ------- |
| Nombre de personnes: | 3691  | 3908    | 3910    | 3992    |
| Différence:          |       | +5,87 % | +0,05 % | +2,09 % |

| Année:               | 2023. | 2024.   |
| -------------------- | ----- | ------- |
| Nombre de personnes: | 4010  | 3992    |
| Différence:          |       | -0,44 % |